# Hartmut Abendschein
Hartmut Abendschein (* 7. Oktober 1969 in Schwäbisch Hall) ist ein deutsch-schweizerischer Schriftsteller, Herausgeber und Verleger.

## Leben
Hartmut Abendschein besuchte das Gymnasium bei St. Michael in Schwäbisch Hall, war Buchhändler in Stuttgart, studierte Germanistik und Anglistik in Konstanz und Glasgow, arbeitete als wissenschaftlicher Dokumentar in Köln und lebt und arbeitet seit 2003 in Bern. Er ist Herausgeber und Autor des Literarischen Weblogs taberna kritika – kleine formen, Co-Hrsg. von litblogs.net – Literarische Weblogs in deutscher Sprache (mit Chris Zintzen-Bader) sowie spatien – zeitschrift für literatur (mit Benjamin Stein und Markus A. Hediger). Seit 2007 ist er Verleger der edition taberna kritika.

## Werke (Auswahl)
- TetrisYoga™. Visual poetry card set. Timglaset Editions. Malmö 2024, ISBN 978-91-988924-3-7
- bricolages. Konzeptuelle und visuelle Dichtungen, Objekte. Werkdokumentation 200X-2021. Mit einem Nachwort von Stefan Humbel. Edition Haus am Gern, 2022, ISBN 978-3-907350-03-4.
- asemic walks. 50 templates for pataphysical inspections. Timglaset. Malmö 2020, ISBN 978-91-985539-2-5.
- Author DNA. Künstlerbuch. Edition Haus am Gern. Biel 2019, ISBN 978-3-9524992-6-9.
- nicht begonnenes fortsetzen. Text, Kontur, Schatten. Mit einem Nachwort von Norbert W. Schlinkert. edition taberna kritika, Bern 2017, ISBN 978-3-905846-43-0.
- Flarf Disco. Popgedichte. Mit einem Intro von Benedikt Sartorius. edition taberna kritika, Bern 2015, ISBN 978-3-905846-34-8.
- Schellendiskursli / Schellenexkursli. Eine poetische Analyse des "Schellenursli" mit einem Kommentaressay und zahlreichen Illustrationen sowie einem Nachwort von Elisabeth Wandeler-Deck. edition taberna kritika, Bern 2013, ISBN 978-3-905846-24-9.
- Dranmor. Athena Verlag, Oberhausen 2012, ISBN 978-3-89896-491-3.
- Notula Nova – Theorie & Praxis (Auswahl). In: Idiome Nr. 4. Klever, Wien 2011, ISBN 978-3-902665-30-0.
- Franz Kafka – Kleine Formen; gesammelt und gelesen von Fritz Michel und Hartmut Abendschein. edition taberna kritika, Bern 2010, ISBN 978-3-905846-10-2.
- Die Träume meiner Frau. Hybride Stoffe. Athena Verlag, Oberhausen 2007, ISBN 978-3-89896-305-3.
- die horizontlüge. gedichte & kleine prosa. edition taberna kritika, Bern 2007, ISBN 978-3-03-301325-4.
- Franz Dodel/Hartmut Abendschein (Hrsg.): Wissen und Gewissen, eine literarische Anthologie. Stämpfli, Bern 2005, ISBN 3-7272-1297-7.

## Konzeptuelle Arbeiten (Auswahl)
- Concrete Strategies. Übungen mit den “Oblique Strategies”, Exercises on “Oblique Strategies”. Bern 2023, ISBN 978-3-905846-70-6
- Hartmann – Stempelroman. Mit einigen Nachbemerkungen des Autors. Bern 2021, ISBN 978-3-905846-63-8.
- mn ltztr krnz ei ee a – Sonettenkranz, Sonder-Edition. Mit einem Nachwort von Stefan Humbel. Bern 2019, ISBN 978-3-905846-52-2.
- Friedrich Nietzsche: «Also» sprach Zarathustra – Zählung, Dichtung, Diagramme. Mit einem Nachwort von Frank Fischer. Bern 2018, ISBN 978-3-905846-50-8.
- Recycling Le Tour de France. Komposition für drei Soundboards, eine Yamaha PSR-420 und diverse, künstliche Stimmen – Partitur, Dokumentation, Materialien. Video & limitierte Printedition, Bern 2014, ISBN 978-3-905846-29-4.
- jetzt ist es ein kunstwerk – 100 Flooksbooks nach Sam Kautsch, Bern 2012, ISBN 978-3-905846-21-8.
- The Chomskytree-Haiku (Rhizome(Rhizome)) / TCT-H (R(R)). Eine intermediale Allegorie poetischen Arbeitens. Online-Installation, Bern 2011.
- iKindle – micro reading device (Readymade), Bern 2011, ISBN 978-3-905846-14-0.
- Ueberich I. Datenbank der Realfiktionen / Database of real fiction 1(2)/2009. Video (60 Min.), Bern 2011.
- ONPOS – Wörter, die es gar nicht gibt. Bern 2010, ISBN 978-3-905846-13-3.
- Das blaue Buch der Weissheit. Bern 2010, ISBN 978-3-905846-09-6.
- Bibliotheca Caelestis. Tiddlywikiroman. edition taberna kritika, Bern 2008, ISBN 978-3-905846-02-7.

## Aufsätze (Auswahl)
- Konzeptuelles Publizieren und bibliothekarische Praxis. In: Artefakte der Avantgarden 1885–2015. Hrsg. von Werner, Klaus / Gilbert, Annette / Ortlieb, Cornelia / Bühlhoff, Andreas. ISBN 978-3-534-27665-3. Wissenschaftliche Buchgesellschaft, 2023.
- Andere Namen. Der Bibliothekskatalog als poetisches Objekt. In: „Bibliophilie“ (Hrsg. W. Schneider-Lastin), ISBN 978-3-033-08479-7. Librarium I/2021.
- Precision and Recall. Auszüge. In: perspektive 96+97, April 2019.
- Notula Nova – Notatpoetik und (Ko(n))Textproduktion im literarischen Weblog. In: Norbert Lange (Hrsg.): Metonymie. Verlagshaus J. Frank. Berlin, 2014. ISBN 978-3-940249-58-6.
- Heliosis, oder: Vom (Un)Trost einer Literaturgeschichte als Klimageschichte. In: außer.dem Nr. 19, 2012.
- Der literarische Troll. Spekulationen zum Verständnis einer Funktion als Figur (Essay). Bern, 2012.[4]
- Rede der toten Lady Gaga von der Kanzel herab, dass nur [reine Oberfläche] sei. (dt./frz.) In: Chair(e) Fiction. Ausstellungskatalog. Le Noirmont: La Nef, 2011. ISBN 978-2-8399-0912-9.
- Neue Wege für die Literatur im Netz: literarische Weblogs. In: orte 166 (2011).
- Hybride Projekte – Schreiben, Vermitteln, Verlegen in der Zeit medialer Übergänge. In: Giacomuzzi, Renate / Neuhaus, Stefan / Zintzen, Christiane (Hrsg.): Digitale Literaturvermittlung: Praxis, Forschung und Archivierung. Innsbruck, 2010. ISBN 978-3-7065-4883-0.
- Der Autorname als URL. In: Berliner Gazette, 9. Februar 2009.[5]
- Autorgenesen. Die Erfindung des Autors durch das Wort. In: Marvin Chlada/Gerd Dembowski (Hrsg.): Das Foucaultsche Labyrinth. Alibri, 2002. ISBN 3-932710-32-0.

## Auszeichnungen
- 2010: Isla-Volante-Literaturpreis[6] für Die Träume meiner Frau
- 2016–2020: Verlagsförderung für etkbooks, Bundesamt für Kultur (BAK)[7]
- 2020: Schreibstipendium des Kantons Bern
- 2020: "Weiterschreiben". Literarische Auszeichnung der Stadt Bern (Spezialpreis)[8]
- 2021–2024: Verlagsförderung für etkbooks, Bundesamt für Kultur (BAK)[9]